# Teoria sistemático-estrutural
a Teoria sistemático-estrutural (em alemão Systematischen Strukturtheorie) é uma teoria elaborada por Lorenz Puntel que visa formular um quadro teórico do discurso de maneira teórica, sistemática e universal.
A Teoria sistemático-estrutural pretende ser a maior disponível para uma filosofia sistemática. Tal base teórica pretende ser articulada com base em critérios rigorosos e universais, entendidos aqui não sentido não de restrição, mas no de abrangência. Para isso, a teoria pretende propor uma completude da temática e a demonstração das conexões entre todos os componentes temáticos do discurso. Dado seu caráter discursivo-filosófico, a teoria se contrapõe às ciências duras, cujo escopo trabalha com recortes restritivos.

## Contexto
O núcleo da teoria foi desenvolvido no livro Estrutura e Ser, que visa ressuscitar a filosofia sistemática como uma parte essencial do empreendimento teórico. Na visão de Lorenz Puntel, a filosofia como ciência universal pode ser holística sem ser imperialista. O livro foi premiado com o Findlay Book Prize de "melhor livro dos últimos 10 anos". Segundo o brasileiro Ernildo Stein, a Teoria sistemático-estrutural traz para a linguagem a articulação do pensamento em busca de uma visão das tradições de pensamento como um todo, que se combina sistematicamente.
A teoria leva em conta os principais sistemas filosóficos e científicos formulados ao longo dos séculos. De acordo com Puntel, ela é teórica porque teoricidade perfaz a primeira característica fundamental do pensamento filosófico-sistemático, sistemática porque a dimensão  teórica precisa ser articulada, e universal porque a dimensão teórica deve ser abrangente. De acordo com Puntel:
Citação: Parte-se da noção fundamental qde que toda problemática teórica, toda questão teórica, todo enunciado teórico, toda argumentação, toda teoria etc. só podem ser entendidos e avaliados quando ão concebidos como situados dentro de um quadro referencial teórico. Quando não se tem esse pressupostos, tudo fica indeterminado.

## Obras sobre a Teoria sistemático-estrutural
- Lorenz Puntel Estrutura e ser. Um quadro teórico para uma filosofia sistemática. Mohr Siebeck Verlag, Tübingen 2006, ISBN 3-16-148963-2.
- Lorenz Puntel Ser e Deus. Uma abordagem sistemática para lidar com M. Heidegger, E. Levinas e J.-L. Marion. Mohr Siebeck Verlag, Tübingen 2010, ISBN 978-3-16-150146-3.
- Lorenz Puntel Em Busca Do Objeto E Do Estatuto Teórico Da Filosofia. de Gruyter; Reprint 2012, ISBN 8574314129
- Emmanuel Tourpe A Filosofia como discurso sistemático. Diálogos sobre os fundamentos de uma teoria dos seres, do ser e do absoluto. Karl Alber, Freiburg im Breisgau 2014.
- Manfredo Araújo de Oliveira A Metafísica do Ser Primordial. L. B. Puntel e o desafio de repensar a metafísica hoje. São Paulo: Loyola, 2019, 365 p.
- Alan White Rumo a Uma Teoria Filosófica de Tudo. Edições Loyola (Buenos Aires).